# Ramón Zavaleta
Ramón Zavaleta (nascido em 22 de setembro de 1959) é um ex-ciclista peruano que competiu na prova de estrada individual nos Jogos Olímpicos de Los Angeles 1984.